# 1000 حمدالله على السلامة (مسلسل)
1000 حمدالله على السلامة هو مسلسل كوميدي مصري عُرض لأول مرة في موسم رمضان 1444 هـ/2023. المسلسل من تأليف محمد ذو الفقار ومن إخراج عمرو صلاح وبطولة يسرا، شيماء سيف، محمد ثروت، مايان السيد، محمود حجازي وآدم الشرقاوي وعنبة.

## قصة المسلسل
تجسد "يسرا" خلال أحداث المسلسل دور دكتورة للإعلام تدعى "سميحة جاهين"، تعيش خارج مصر منذ سنوات طويلة، وهي أم جادة ولديها ولد وبنت، وفجأة تقرر العودة إلى مصر للبحث عن هوية عائلتها، ومع تطور الأحداث تكتشف العديد من الأسرار المثيرة التي تسبب لها مشكلات صعبة.